# Järvikari (klippa)
Järvikari med Matalakari i norr är en ö i Finland. Den ligger i Skärgårdshavet och i kommunen Nådendal i den ekonomiska regionen  Åbo ekonomiska region i landskapet Egentliga Finland, i den sydvästra delen av landet. Ön ligger omkring 34 kilometer väster om Åbo och omkring 180 kilometer väster om Helsingfors. 
Öns area är 13 hektar och dess största längd är 0,7 kilometer i nord-sydlig riktning. Den är förbunden med Korkiakari genom en liten bro.
Närmaste större samhälle är Rimito, 14,0 km nordost om Järvikari.

## Klimat
Inlandsklimat råder i trakten. Årsmedeltemperaturen i trakten är 5 °C. Den varmaste månaden är augusti, då medeltemperaturen är 17 °C, och den kallaste är januari, med −4 °C.